# Jan Bogaert
Jan Bogaert   (Temse, 3 de desembre de 1957 - Bornem, 23 de gener de 2024) va ser un ciclista belga, que fou professional entre 1980 i 1995. Bon esprintador, aconseguí més de 100 victòries, moltes elles en curses populars belgues. Destaquen les victòries als Tres dies de De Panne-Koksijde de 1982 i al Scheldeprijs de 1983.

## Palmarès
- 1979
  - 1r al Circuit Franco-Belga i vencedor d'una etapa
  - 1r a l'Internatie Reningelst
  - 1r a la Volta a l'Empordà
- 1981
  - 1r al Gran Premi d'Obertura La Marseillaise
  - 1r al Nationale Sluitingsprijs
  - 1r als Tres dies de La Panne
  - 1r al Gran Premi d'Aix-en-Provence
  - Vencedor de 2 etapes de la Volta als Països Baixos
  - Vencedor d'una etapa a la Volta a Suïssa
- 1982
  - 1r al Gran Premi E3
  - 1r a la Copa Sels
- 1983
  - 1r al Scheldeprijs
  - 1r al Gran Premi Stad Sint-Niklaas
- 1984
  - 1r a la Nokere Koerse
  - 1r al Gran Premi Stad Sint-Niklaas
  - Vencedor d'una etapa a la Volta a Bèlgica
- 1985
  - 1r al Gran Premi del 1r de maig - Premi d'honor Vic de Bruyne
- 1987
  - 1r al Gran Premi Stad Sint-Niklaas
- 1988
  - 1r al Gran Premi del 1r de maig - Premi d'honor Vic de Bruyne
  - 1r al Gran Premi Stad Sint-Niklaas
- 1989
  - 1r al Gran Premi de la vila de Rennes
  - 1r al Circuit d'Houtland
  - 1r a l'Omloop van de Vlaamse Scheldeboorden
  - 1r a la Fletxa de Haspengouw
- 1990
  - 1r al Gran Premi Stad Sint-Niklaas
  - Vencedor de 5 etapes a la Milk Race
  - Vencedor de 5 etapes al Herald Sun Tour
- 1991
  - Vencedor d'una etapa a la Milk Race
- 1992
  - 1r al Gran Premi del 1r de maig - Premi d'honor Vic de Bruyne
- 1993
  - Vencedor d'una etapa al Herald Sun Tour
- 1994
  - 1r al Circuit de Waasland

### Resultats al Tour de França
- 1981. Abandona (21a etapa)
- 1985. 137è de la classificació general

### Resultats al Giro d'Itàlia
- 1983. 137è de la classificació general
- 1987. 132è de la classificació general